# Feusisberg
Feusisberg je obec ve švýcarském kantonu Schwyz. Žije zde přibližně 5 300 obyvatel.

## Geografie
Obec Feusisberg leží na vysoké terase na výšině Etzel. K Feusisbergu patří také vesnice Schindellegi a Biberbrugg. Schindellegi leží v zářezu vytvořeném řekou Sihl mezi Etzelem a Höhronenem. Třetina území obce je zalesněná. U Höhronenu se nachází trojmezí tří kantonů (Schwyz, Zug a Curych).

## Historie

Letecký pohled (1953)

Strategická poloha obce Schindellegi při severovýchodním vstupu do středního Švýcarska a oblasti Sattelu ovlivňovala dějiny obce od středověku až do 20. století. Obec se také nachází na Svatojakubské cestě a v minulosti byla tranzitním místem pro poutníky putující do Santiaga de Compostela.
První zmínka o obci Schindellegi pochází z roku 1220, kdy se zde skladoval šindel. Ve 13. století je Feusisberg zmiňován jako Uffenberge. Název obce (v 16. století psaný Fessiskilch) je odvozen od rodu Feusi.
Ve Staré curyšské válce v letech 1439–1450 bylo Schindellegi dvakrát obsazeno vojsky. Totéž se stalo během dvou kappelských válek v letech 1529 a 1531 švýcarskými vojsky. V roce 1620 upravila listina Schindellegi pohyb zboží průsmykem do Sattelu.
Další obsazení Schindellegi proběhlo během první Villmergské války (1656) a druhé Villmergské války (1712). Po povstání pěti vesnic proti Helvétské republice (1798) a okupaci východního Švýcarska Rakušany a Rusy (1799) byly Schindellegi a Feusisberg zpustošeny francouzskými vojsky.
Politická obec Feusisberg byla založena v roce 1848 z obcí Feusisberg a Schindellegi. V 60. letech 19. století získala obec Feusisberg poprvé kvalitní silniční spojení a rozvinula se v oblíbené klimatické a syrovátkové lázně. V roce 1857 byl postaven lázeňský hotel Feusisgarten, v roce 1859 následoval „Hotel und Pension zur frohen Aussicht“ (zbourán v roce 2008), o něco později hostinec „Feusisberg“ (na adrese Dorfstrasse 40) a v roce 1898 hotel Schönfels (zbourán v roce 1986, nyní hotel Panorama). V roce 1901 byla na Etzelu postavena restaurace s vyhlídkovou věží.
Výstavba přádelny bavlny v Schindellegi v roce 1869 znamenala další oživení hospodářství, které bylo v roce 1877 ještě posíleno napojením Schindellegi na železniční trať Wädenswil–Einsiedeln, která v současnosti patří společnosti Schweizerische Südostbahn (SOB).
Během výstavby opevnění v letech 1939–1945 bylo v prostoru obce vybudováno silné opevnění se zátarasem. Věž Höhron byla v roce 2004 odstřelena.
Feusisberg je oblíbeným cílem podnikatelské elity díky kvalitní infrastruktuře, idylické vesnické atmosféře, aktivnímu komunitnímu životu a „přední evropské daňové efektivitě“.

## Obyvatelstvo
| Vývoj počtu obyvatel | Vývoj počtu obyvatel | Vývoj počtu obyvatel | Vývoj počtu obyvatel | Vývoj počtu obyvatel | Vývoj počtu obyvatel | Vývoj počtu obyvatel | Vývoj počtu obyvatel | Vývoj počtu obyvatel | Vývoj počtu obyvatel | Vývoj počtu obyvatel | Vývoj počtu obyvatel | Vývoj počtu obyvatel | Vývoj počtu obyvatel | Vývoj počtu obyvatel |
| -------------------- | -------------------- | -------------------- | -------------------- | -------------------- | -------------------- | -------------------- | -------------------- | -------------------- | -------------------- | -------------------- | -------------------- | -------------------- | -------------------- | -------------------- |
| Rok                  | 1743                 | 1799                 | 1850                 | 1880                 | 1900                 | 1930                 | 1950                 | 1960                 | 1970                 | 1980                 | 1990                 | 2000                 | 2010                 | 2020                 |
| Počet obyvatel       | 649                  | 110                  | 991                  | 1241                 | 1276                 | 1573                 | 1654                 | 1761                 | 2173                 | 2829                 | 3178                 | 3843                 | 4800                 | 5427                 |

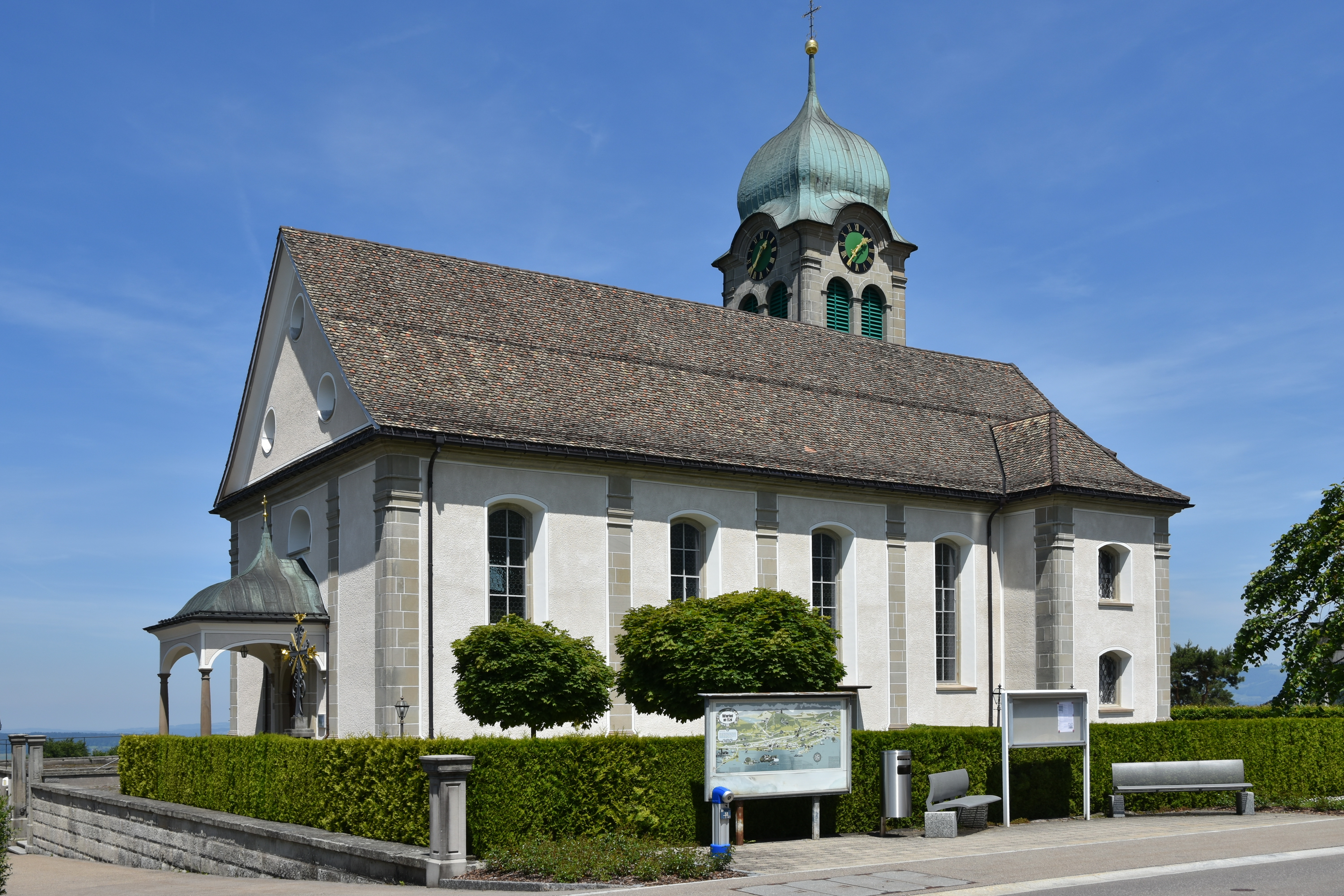
Kostel

Mezi lety 2000 a 2020 vzrostl počet obyvatel obce o více než třetinu, zejména díky přistěhovalectví. V roce 2000 mluvila naprostá většina obyvatel (91,1 %) německy.
Podle sčítání lidu z roku 2000 se 2342, tj. 62,0 %, hlásí k římskokatolické církvi a 782, tj. 20,7 %, ke švýcarské reformované církvi. 

## Hospodářství
Již v 19. století se v Schindellegi usadila přádelna a další podniky závislé na vodní energii řeky Sihl. Podél toku řeky vznikla malá průmyslová oblast, v níž dnes sídlí různé obchodní podniky. Do Schindellegi přesunuly svá sídla z daňových důvodů také velké podniky. Sídlí zde například dopravní a logistická skupina Kühne + Nagel a nadace Kühne.

## Doprava
Obec Feusisberg leží na dálnici A3 Chur–Curych. Železniční stanice Schindellegi-Feusisberg se nachází na trati Wädenswil– Einsiedeln/Schwyz a je pravidelně obsluhována osobními vlaky.

## Osobnosti
- Martina Hingisová (* 1980), tenistka